# Lambertus Cornelis van Engelenburg

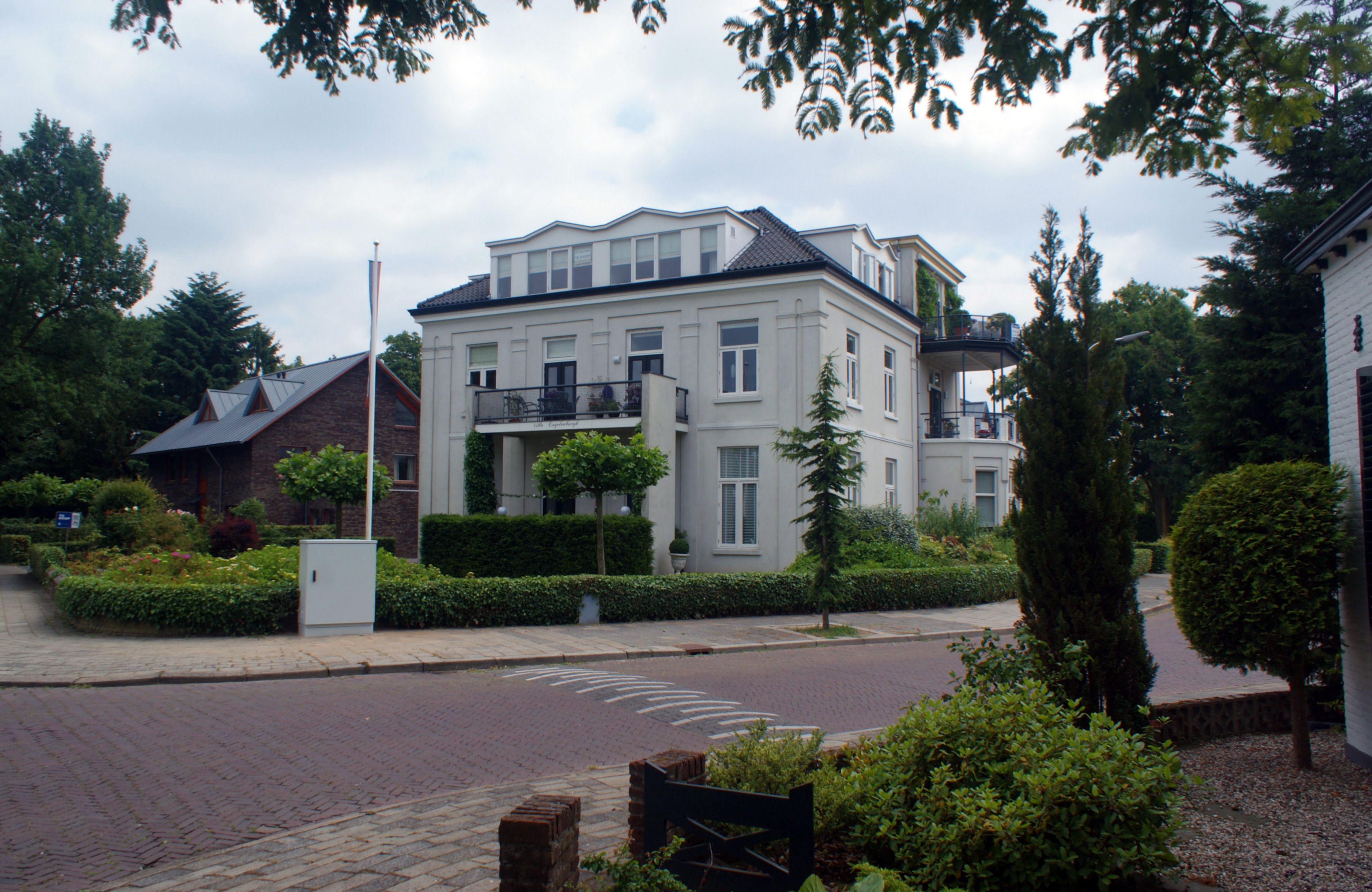
Villa Jachtlust, later Villa Engelenburgh, tegenwoordig Witte Villa, uit 1861

Lambertus Cornelis van Engelenburg (Arnhem, 13 maart 1849 – Nijmegen, 8 juni 1919) was een Nederlands bankier.

## Persoonlijk

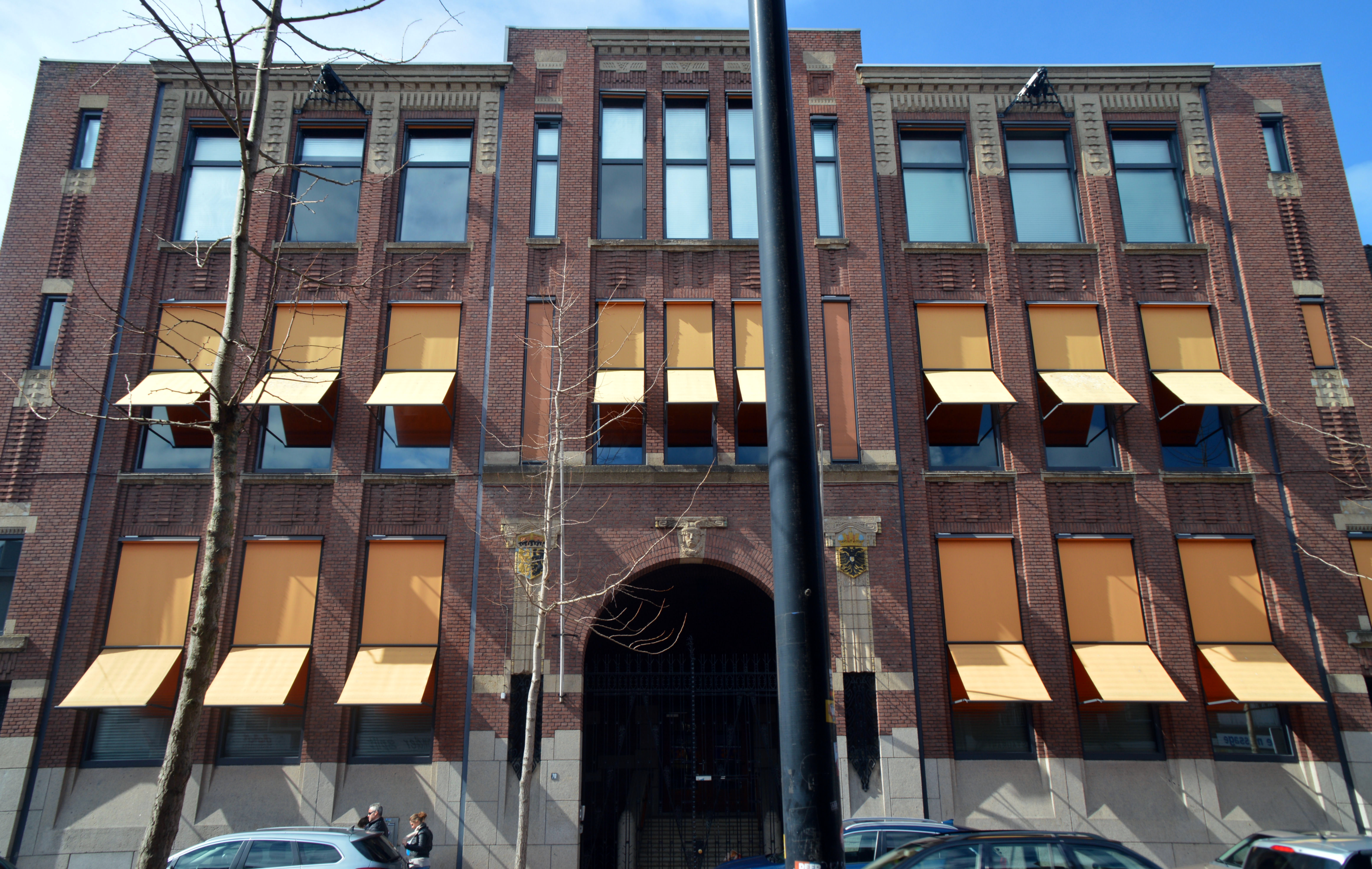
Nijmeegsche Bankvereeniging Van Engelenburg & Schippers aan de Hertogstraat in Nijmegen

Lambertus Cornelis van Engelenburg was de zoon van steenfabrikant Jan van Engelenburg (Arnhem, 21 september 1814 – Hees, 2 maart 1887) en Anna Catrina Duijs (Nijmegen, 14 november 1818 – aldaar, 28 maart 1900). Zij trouwden in 1840 in Nijmegen en kregen in totaal tien kinderen. In 1861 liet Jan van Engelenburg Villa Jachtlust (De Witte Villa) bouwen in Villadorp Hees bij Nijmegen. Hier groeide Lambertus Cornelis op. Hij trouwde in 1870 in Hees met Elisabeth Jacoba Schippers (1846-1923). Zij kregen zes kinderen, waaronder Jan van Engelenburg.

## Carrière
Kort hierna begon L.C. van Engelenburg zijn carrière in de financiën. In 1871 begon hij een vennootschap met Jean Bousquet en in 1887 richtte hij samen met Willem Hendrik Schippers uit Hees de Nijmeegsche Bankvereeniging Van Engelenburg & Schippers op. De bank groeide uit tot de grootste bank van Nijmegen.

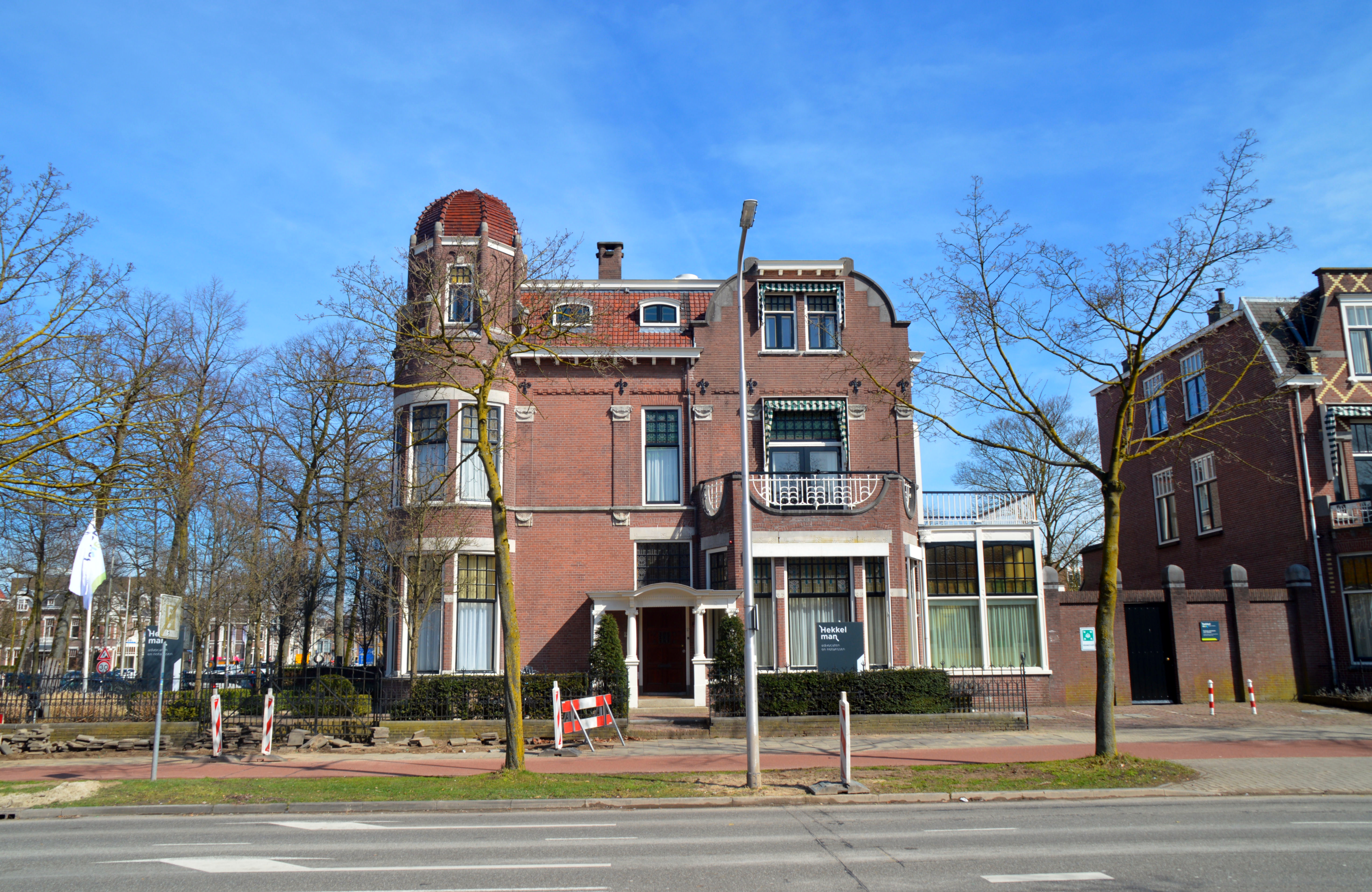
Woonhuis Lambertus Cornelis van Engelenburg

## Oscar Leeuw
Van Engelenburg liet in 1908 een woonhuis bouwen op de hoek van de Oranjesingel en de Prins Bernhardstraat in Nijmegen. Architect Oscar Leeuw ontwierp het gebouw in de stijl van de art nouveau en het eclecticisme. Zijn broer Henri Leeuw jr. was verantwoordelijk voor de muurschilderingen. Voor de uitbreiding van zijn bank aan de Hertogstraat schakelde hij wederom architect Oscar Leeuw in. Hij overleed voortijdig en heeft het eindresultaat niet meer meegemaakt.

## Trivia
- Van Engelenburg was tot zijn dood ondervoorzitter van het plaatselijke departement van de Maatschappij tot Nut van 't Algemeen.
- Zijn dochter Margaretha Jacoba Soetens-van Engelenburg (1877-1919) was het eerste meisje in Nijmegen dat naar het gymnasium ging. Zij volgde later haar echtgenoot naar Nederlands-Indië op een veldtocht naar Atjeh.
- Zoon Jan Engelenburg was voorzitter van de Kamer van Koophandel.